# Памятник Вале Котику (Шепетовка)
Памятник Вале Котику — памятник герою-пионеру Вале Котику в городе Шепетовка Хмельницкой области Украины.

## История
Валя Котик был первоначально был похоронен в селе Хоровица. Затем в апреле 1944 года его перезахоронили в Шепетовском парке. В 1959 году прах был перенесён на территорию шепетовской школы № 4 (где он учился, в настоящее время это улица Вали Котика, 75), и пионеру-герою установили памятник в виде мальчика в шинели, с автоматом в руках. В конце 1980-х годов памятник заменили на бюст, установленный на высокий постамент из коричневого гранита.
Отдельный памятник Валентину Котику был установлен в 1960-х годах в центре города Шепетовки возле кинотеатра им. Островского и музея Н. Островского. В конце 1970-х годов монумент перенесли в сквер, носящий его имя, возле ЦУМа, где он находится и в настоящее время.

## Описание
Памятник установлен на постаменте, облицованном гранитными плитами коричневого цвета, справа и слева от которого имеется длинное основание. Бронзовая скульптура изображает Валю Котика в полный рост, держащего в поднятой правой руке гранату. На лицевой части постамента в граните высечены слова на украинском языке: «Пiонеру-партизану Герою Радянського Союзу Валi Котику вiд пiонерiв України». Над монументом работала группа скульпторов: А. Скиба, П. Флит, И. Самотос.
В СССР был выпущен значок с изображением памятника Вале Котику. Также были выпущены почтовые конверты с изображением этого монумента.

Почтовые конверты
1963 год
1976 год